# 土井聱牙
土井 聱牙（どい ごうが、1818年2月3日（文化14年12月28日） - 1880年（明治13年）6月13日）は、幕末・明治期の儒学者。伊勢津藩の藩校有造館の督学をつとめ、「資治通鑑」を校訂出版した。名は有恪。字は士恭。通称は幾之助。

## 来歴

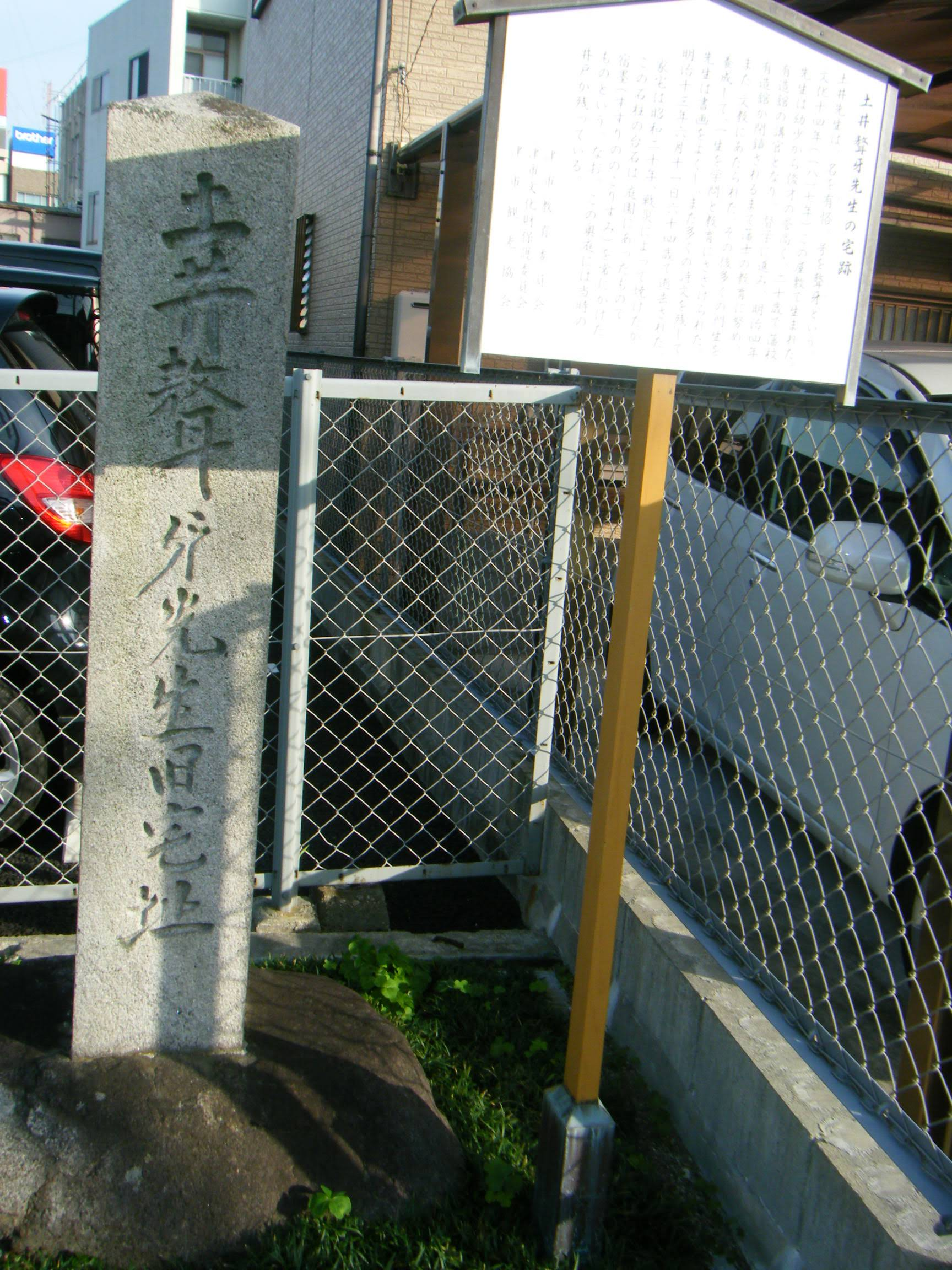
土井聱牙旧宅跡　三重県津市中央

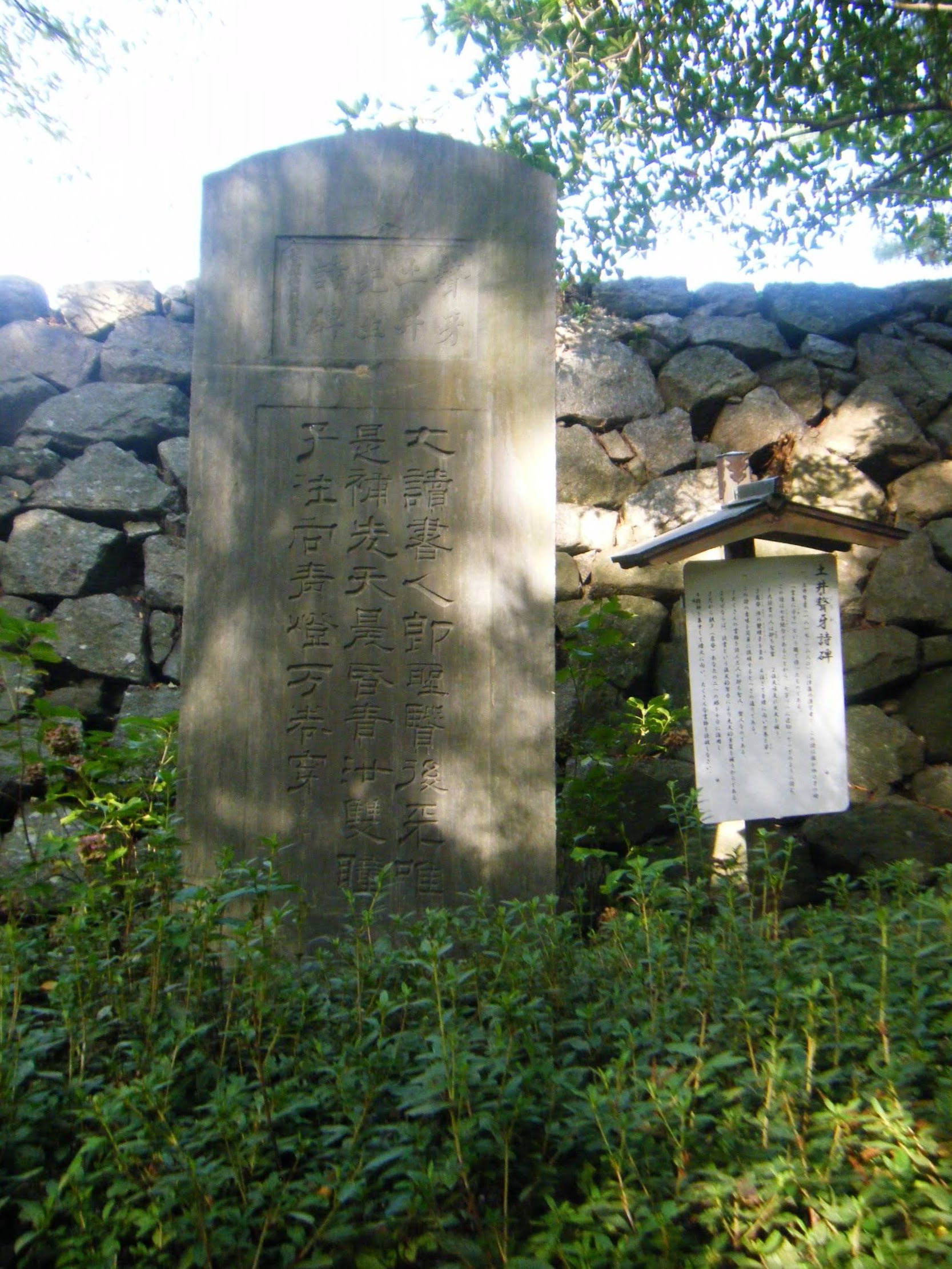
津城址の土井聱牙詩碑

津の西町に津藩の儒官であった土井弘（号は橘窓）の次子として生まれた。文政10年(1827年)、兄長裕が早逝したことにより、家禄190石を継いだ。文政11年(1828年)3月、藩主藤堂高猷の命により川村竹坡の門に入った。
文書を斎藤拙堂、経学を石川竹厓に学び、津藩の藩校有造館の助教・講官をつとめた。「資治通鑑(有造館本)」の校訂出版に責任者として貢献し、嘉永元年(1848年)には藩主の侍読、明治2年(1869年)には有造館督学となった。
明治元年（1868年）、明治政府から任官の依頼があったが、病を理由に辞退している。
明治13年（1880年）没。

## 人物
聱牙の祖父長瑶、父弘ともに儒医として藤堂家に使えたが、弘は藩校有造館開校にあたり、講官に任ぜられ、儒医から儒官専任となった。
日夜常人には堪え難いほどの勉学に励んだが、それが禍して左眼を失明した。その後は、右眼を失明することの懸念から、書物を読めば必ず暗誦し、文章などは二度読めば直ちに暗記した。
38歳頃から土井塾を開き子弟を育てた。土井塾は聱牙の死後、次男の楓井純が学問を継ぎ、涑水舎と称した。。門人の教育には一家の見識を持っており、その概要は「読書は多読でなければならない」「講義のノートは厳禁」「黙読は不可。大音声で音読すること」などがある。
津城址には土井聱牙の詩碑がある。40歳の時に「書生に示す」との題で作った、七言絶句の詩であり、読書の大切さを伝えている。
学問のほかに書画をよくし、特に墨竹画を多く残した。

## 著書
出典は『叢書・日本の思想家』および三重県立図書館ウェブサイト。
- 『兵語百計』
- 『太平寰宇記図』
- 『旧唐書地理志図』
- 『格五新譜』
- 『聱牙遺稿』楓井純（編）
- 『聱牙斎詩稿』芽原白堂（編）